# Tarenna tsangii
Tarenna tsangii är en måreväxtart som beskrevs av Elmer Drew Merrill. Tarenna tsangii ingår i släktet Tarenna och familjen måreväxter.
Artens utbredningsområde är Hainan (Kina). Inga underarter finns listade i Catalogue of Life.